# Rainer Willfeld
Rainer Willfeld (* 1. Februar 1945) ist ein deutscher Fußballtrainer. Neben seiner Tätigkeit als Dozent an der Universität Tübingen arbeitete er über 15 Jahre als Auslandstrainer und Entwicklungshelfer in verschiedenen, vor allem afrikanischen, Ländern.

## Werdegang
Rainer Willfeld studierte an der Deutschen Sporthochschule Köln und absolvierte das Examen als Diplomsportlehrer mit dem Schwerpunkt Fußball.
Seine berufliche Laufbahn startete Rainer Willfeld im April 1971 als Wissenschaftlicher Mitarbeiter am Institut für Sportwissenschaft der Universität Tübingen als Fachleiter Fußball, Tennis, Badminton. Diese Position begleitete seine gesamte Laufbahn und wurde durch verschiedene Kurz- und Langzeitprojekte als Auslandstrainer und Entwicklungshelfer unterbrochen. Arbeitgeber bei diesen Auslandsaufenthalten waren verschiedene deutsche Organisationen (CIM, GIZ) und Sportverbände (DFB und DOSB).
Neben seiner Tätigkeiten am Institut für Sportwissenschaften und im Ausland trainierte er verschiedene Amateurvereine der 3.–5. deutschen Fußballligen. Mit den Auswahlmannschaften der Universität Tübingen wurde Rainer Willfeld viermal Deutscher Hochschulmeister, je zweimal mit den Auswahlmannschaften der Männer und Frauen.
Seit Februar 2010 befindet sich Rainer Willfeld im Ruhestand. Er engagierte sich seitdem vor allem von Oktober 2014 bis November 2019 als gewählter Sprecher der Gruppe der Auslandsexperten des DFB / DOSB.
Rainer Willfeld ist verheiratet und hat einen Sohn.

## Langzeitprojekte im Ausland
Von Februar 1986 bis August 1991 arbeitete Willfeld in Togo in verschiedenen Funktionen. Vor allem als Trainer der A-Nationalmannschaft, Trainer der U 20 und Technischer Direktor. Als größter Erfolg der Trainertätigkeit in Togo ist die Teilnahme an der U 20 WM in Chile 1987 herauszustellen.
Die Zeit von Januar 1999 bis April 2004 verbrachte Rainer Willfeld in Vietnam. Er arbeitete in dieser Zeit als Trainer der U 19, U 20 und U 23 Nationalmannschaften der Männer, Trainer der Nationalmannschaft der Frauen und als technischer Direktor des Vietnamesischen Fußballverbandes.
Von Oktober 2008 bis Oktober 2010 engagierte sich Rainer Willfeld für den Fußball in Burkina Faso. Aus der Tätigkeit als U 17 und U 20 Nationaltrainer resultierte mit der Qualifikation für die U17-WM in Nigeria 2009 ein großer Erfolg für den burkinischen Fußball. Rainer Willfeld führte die U-17-Auswahl des Landes bei der U-17-Weltmeisterschaft in Nigeria bis ins Achtelfinale. Neben der offiziellen Tätigkeit arbeitete Willfeld auch in einem Projekt für Straßenkinder (FOGEBU) mit.
Sein viertes Langzeitprojekt absolvierte Rainer Willfeld von Februar 2013 bis Dezember 2014 in Burundi. Er trainierte neben der Nationalmannschaft auch die U 17, U 20 und U 23 Nationalmannschaften und arbeitete als Berater des Burundischen Fußballverbandes.

## Kurzzeitprojekte
Neben den Langzeitprojekten gab es auch verschiedene weitere Einsätze für den Fußball in Kurzzeitprojekten. Hierbei sind die Aufenthalte 1995 im Tschad für Trainerausbildungen, 1998 in Mauretanien für Trainerausbildung und exemplarische Trainingsarbeit mit der A – Nationalmannschaft, 2018 und 2012 in Mauritius sowie 2011, 2017 und 2019 für den burundischen Fußballverband zu nennen.

## Auszeichnungen
In Vietnam wurde ihm der Nationale Verdienstorden überreicht. In Burkina Faso wurde er zum Chevalier de l’Ordre National ernannt. Und der burundische Fußballverband überreichte als Dank das Certificat de Mérite de la FBF (Fédération Burundaise de Football).
Die UEFA Pro licence erreichte er mit Auszeichnung.